# Sonsoles Benedicto
Pour les articles homonymes, voir Benedicto.
Sonsoles Benedicto est une actrice espagnole de cinéma, de théâtre et de télévision, née le 21 avril 1942 à Cuenca.

## Biographie
Grande dame du théâtre espagnole, elle étudie à l'Académie royale supérieure d'art dramatique de Madrid et au Conservatoire royal supérieur de musique de Madrid.

## Filmographie
Sauf indication contraire, les informations mentionnées dans cette section peuvent être confirmées par la base de données cinématographiques IMDb,  présente dans la section « Liens externes ».

### Cinéma
- Lo más natural (1991)
- Le maître d'escrime (1992)
- El prado de las estrellas (2007)
- La vida empieza hoy (2010). Prix de la meilleure actrice au Festival Cinespaña de Toulouse[3].

### Télévision
- Hospital central

### Théâtre
- Le Cardinal d'Espagne (1962)
- La Célestine (1965)
- Les Séquestrés d'Altona (1972)
- Les Baccantes (1978)
- Le grand théâtre du monde (1981)
- Lumières de Bohême (1987))
- Grand-peur et misère du Troisième Reich (1995)
- Copenhague (2003), de Michael Frayn[4]
- Oncle Vania (2008)
- Platonov (2009)
- Falstaff (2011)